# Ich noce

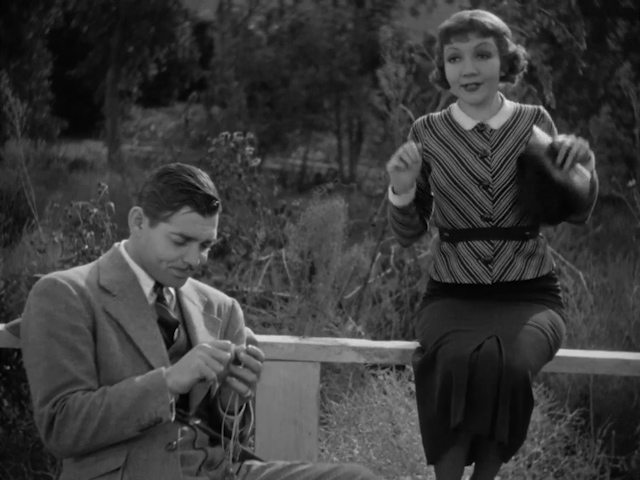
Clark Gable i Claudette Colbert

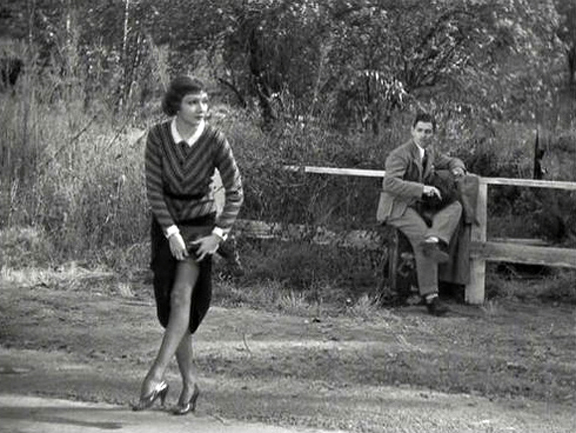
Clark Gable i Claudette Colbert w scenie z filmu

Ich noce (ang. It Happened One Night) – amerykańska czarno-biała filmowa screwball comedy z 1934 roku w reżyserii Franka Capry, na podstawie scenariusza Roberta Riskina, adaptacja opowiadania Samuela Hopkinsa Adamsa pt. Night Bus.
Jeden z najsłynniejszych filmów ze złotej ery Hollywood z Clarkiem Gable’em i Claudette Colbert w rolach głównych. Pierwszy z trzech filmów, który otrzymał tzw. wielki szlem – pięć Oscarów w najważniejszych kategoriach.
Zdjęcia do filmu rozpoczęto 21 listopada 1933 r., a ukończono 23 grudnia 1933 r. Film wyprodukowała początkująca wówczas wytwórnia Columbia Pictures Corporation, która po sukcesie filmu stała się gigantem. Premiera filmu miała miejsce w Nowym Jorku 22 lutego 1934 r. Budżet filmu wyniósł około 325 tys. dolarów. Film był kręcony na taśmie 35 mm.

## Fabuła
Ellie Andrews postanawia poślubić Kinga Wesleya, lecz niestety jej bogaty ojciec jest temu przeciwny i zamierza unieważnić ślub. Załamana dziewczyna ucieka do Nowego Jorku, gdzie obecnie przebywa King. Podczas podróży spotyka dziennikarza Petera Warne’a, który wymusza na niej obietnicę wspólnej podróży. Nieoczekiwanie zakochują się w sobie.

## Obsada
- Clark Gable – Peter Warne
- Claudette Colbert – Ellie Andrews
- Walter Connolly – Alexander Andrews
- Roscoe Karns(inne języki) – Oscar Shapeley
- Jameson Thomas(inne języki) – King Westley
- Charles C. Wilson(inne języki) – Joe Gordon
- Alan Hale – Danker
- Arthur Hoyt(inne języki) – Zeke

## Nagrody
- 1934 – nominacja do nagrody Mussolini Cup na Festiwalu Filmowym w Wenecji dla najlepszego filmu
- 1935 – Oscar dla najlepszego filmu
- 1935 – Oscar dla najlepszego scenariusza adaptowanego
- 1935 – Oscar dla najlepszego reżysera
- 1935 – Oscar dla najlepszego aktora pierwszoplanowego
- 1935 – Oscar dla najlepszej aktorki pierwszoplanowej